# Васильев, Юрий Михайлович (футболист)
Юрий Михайлович Васильев (3 февраля 1962, Саратов — 20 сентября 2011) — советский и российский футболист, защитник, нападающий; тренер.
Воспитанник футбольной школы «Сокол» Саратов, первый тренер Ю. Н. Стрелков. Бо́льшую часть карьеры провёл в «Соколе» во второй (1980—1981, 1984—1991) и первой (1992—1995) лигах, сыграл 371 матч, забил 21 гол. В 1982—1983 годах играл за клубную команду «Сокола», в 1993 году выступал за клуб «Бразерс Юнион» из Бангладеш. Завершил карьеру футболиста в 1996 году в команде третьей лиги «Искра» Энгельс.
В сезонах 1996/97 — 1997/98 играл за мини-футбольный клуб «СПЗ-Рома» Саратов. В 1998—1999 и 2001—2010 годах был главным тренером клуба. В 2000 году — главный тренер «Искры» Энгельс.
Скончался от тяжёлой болезни 20 сентября 2011 года на 50-м году жизни. Летом того года «Саратовец» снялся с первенства Высшей лиги под угрозой банкротства.